# 武漢有軌電車
武漢有軌電車（簡体字中国語: 武汉有轨电车）は中華人民共和国湖北省武漢市にある路面電車である。

## 路線

### 武漢車都現代有軌電車

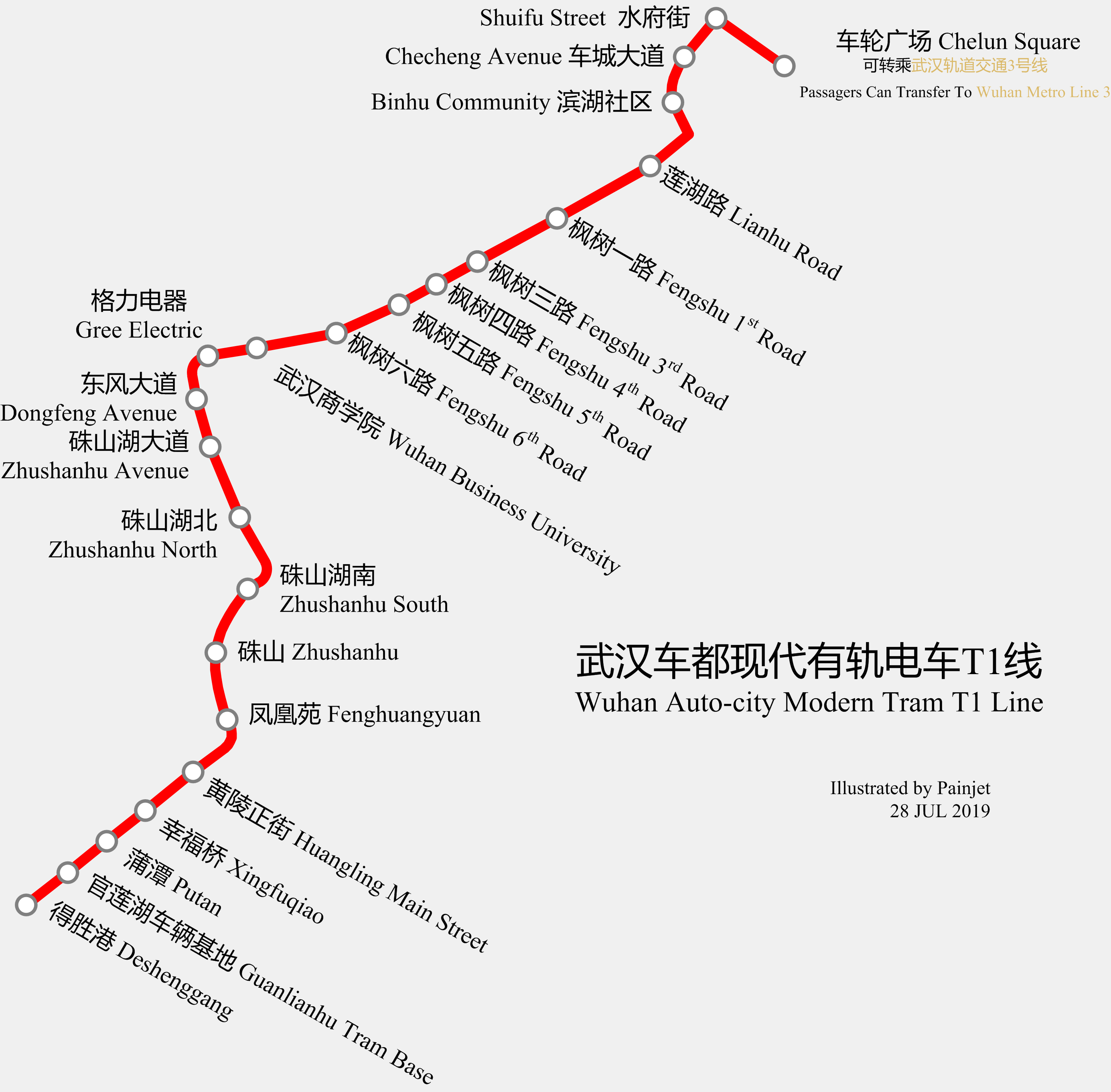
武漢車都現代有軌電車路線図

T1線は2013年11月21日に着工され、2017年7月28日に開業した。

### 武漢光谷現代有軌電車

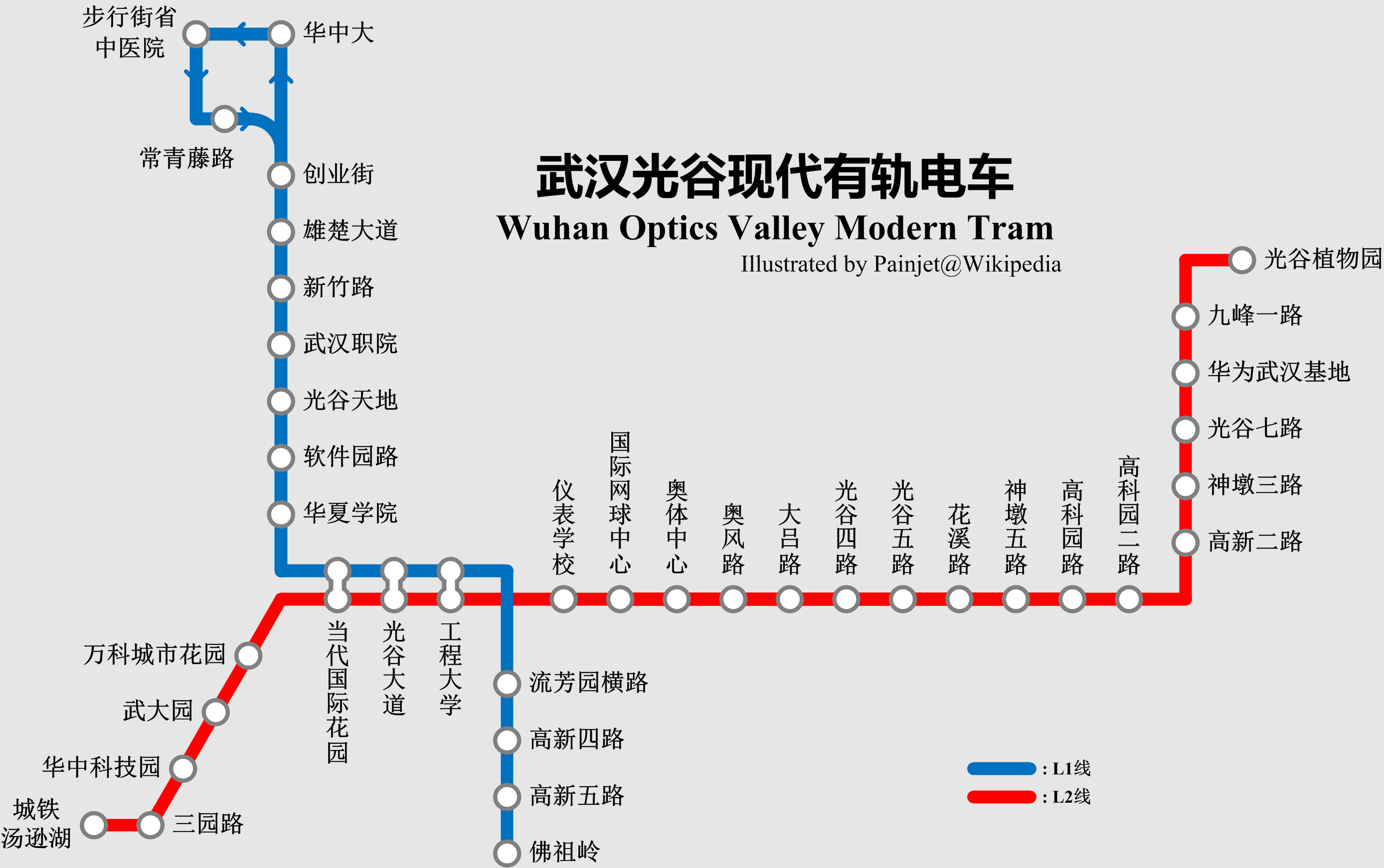
武漢光谷現代有軌電車路線図

2014年12月28日に光谷現代有軌電車T1およびT2線が着工され、2018年4月1日投入に開業した。

## 参照
1. ↑  “武汉首条有轨电车试验线开工 贯穿武汉开发区和军山” (中国語). 荊楚网. (2013年11月21日)
2. ↑  “沌口有轨电车拟于7月试运营 将与3号线无缝对接” (中国語). 荊楚网. (2017年5月6日)
3. ↑  ““光谷量子号”有轨电车试跑，年底通车，最高时速70公里” (中国語). 捜狐. (2017年10月4日)